# Elizabeth and Middleton Reefs Marine National Park Reserve

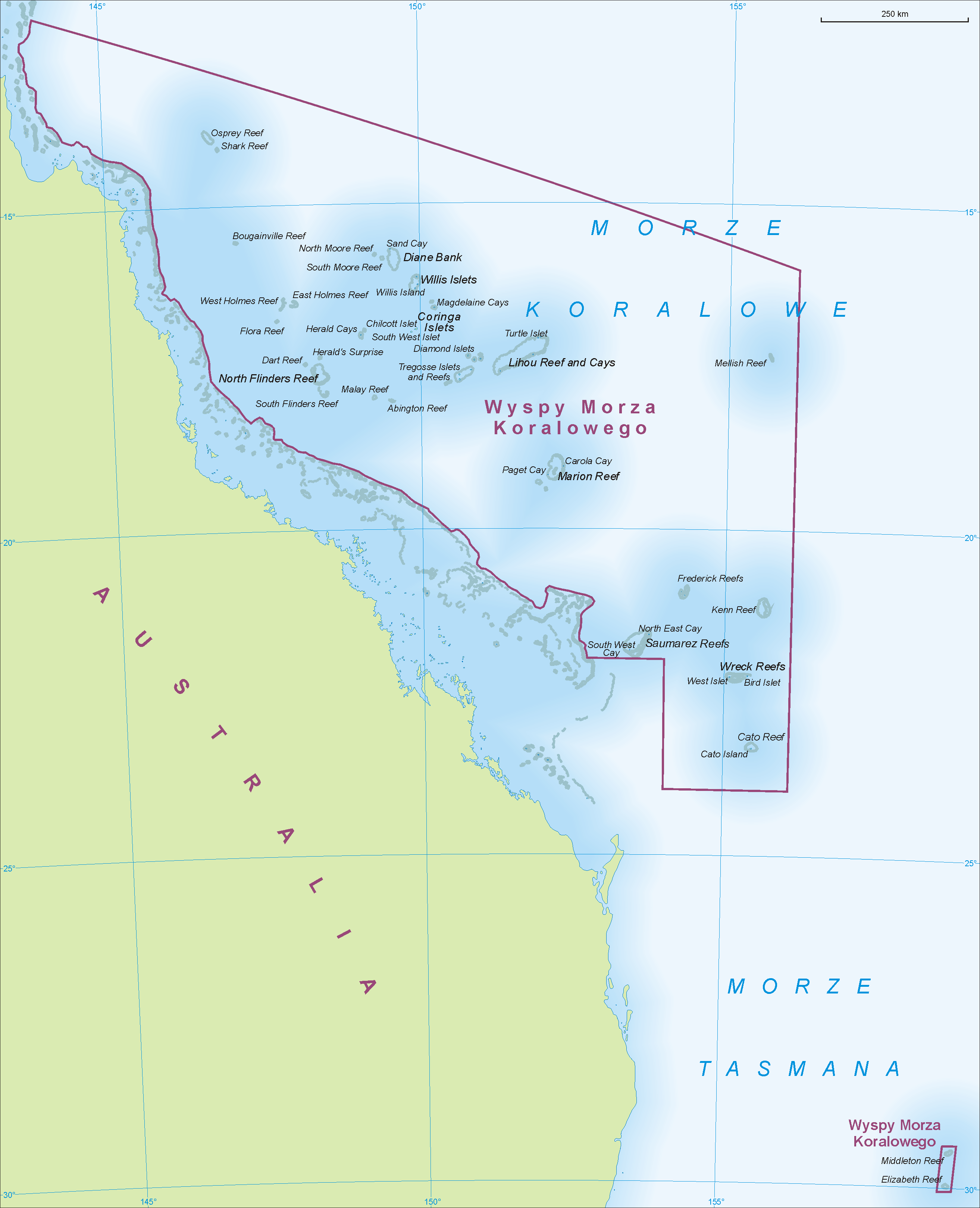
Die Riffe Elizabeth und Middleton im äußersten Süden des Territoriums der Korallenmeerinseln

Die Elizabeth and Middleton Reefs Marine National Nature Reserve ist ein 1877 km² großes Meeresschutzgebiet im Grenzgebiet von Tasmansee und Korallenmeer, etwa 600 km östlich der australischen Küste.
Die beiden Riffe gehören seit 1997 administrativ zum australischen Territorium der Korallenmeerinseln. Das Naturschutzgebiet untersteht dem Department of Sustainability, Environment, Water, Population and Communities der australischen Bundesregierung.
Das Elizabeth- und Middletonriff zählt mit den Riffen der Lord-Howe-Insel zu den südlichsten Riffen der Welt, wo sich tropische und kalte Wasserströme treffen und eine ungewöhnliche Meeresfauna hervorbrachten.

## Geographie
Nach der verbreiteten Auffassung, wonach der 29. südliche Breitengrad als Seegrenze zwischen den australischen Bundesstaaten Queensland und New South Wales zugleich die Grenze zwischen Korallenmeer und Tasmansee darstellt, liegen die beiden Riffe in der Tasmansee; laut Definition der International Hydrographic Organization (IHO) bilden sie dagegen die Grenze zwischen den beiden Meeren.

## Geschichte
Das Middleton Reef wurde am 20. Juli 1788 durch Lieutenant John Shortland auf dem Schiff Alexander entdeckt, der mit der First Fleet nach Australien kam und von einer Reise von Batavia, dem heutigen Jakarta, zurücksegelte. Er benannte das Riff nach dem britischen Admiral Sir Charles Theodore Middleton.
Das erste Schiff, das auf das Elizabeth-Riff auflief und sank, war ein 300-Tonnenschiff, die Britannia, die sich im Jahr 1806 auf ihrer Fahrt von Kalifornien nach Sydney befand. Zwischen 1806 und 1972 sanken dort weitere 32 Schiffe, von denen es bekannt wurde, 17 am Middleton-Riff und 13 am Elizabeth-Riff; möglicherweise waren es sogar 90 Schiffe.

## Meeresfauna
307 Fischarten wurden an den Riffen bislang entdeckt, darunter der Gefleckte Riesenzackenbarsch (Epinephelus daemelli) und der Dunklen Riesenzackenbarsch (Epinephelus lanceolatus); gerechnet wird mit etwa 450 Arten. Suppenschildkröten kommen zu den Riffen zur Nahrungsaufnahme und zur Rast, ein Brüten wurde nicht festgestellt. Zahlreiche geschützte Seevögel konnten auf der Insel bei der Nahrungsaufnahme beobachtet werden.
In einer Untersuchung konnten 122 Korallenarten an den Riffen gefunden werden, eine größere Anzahl als an der Lord Howe Island mit 57 Arten.
74 Stachelhäuter, darunter der Dornenkronenseestern und über 120 Krebstier-Arten (inklusive Krabben, Hummerartige und Rankenfußkrebse) wurden gezählt; Schätzungen belaufen sich jedoch auch rund 500 Arten.
266 Arten von Muscheln, des Weiteren Kalmare, Kraken, Sepien und Schalentiere fand man, neun davon kommen nur im Gebiet des Elizabeth and Middleton Reefs Marine National Park, der Lord Howe Island und Norfolk Island vor. Drei Muschelarten, die entdeckt wurden, sind bislang in der Wissenschaft unbekannt gewesen.